# Otto von Porat
Otto Wessel von Porat (Älmhult, 29 settembre 1903 – Bærum, 14 ottobre 1982) è stato un pugile norvegese.

## Palmarès

### Olimpiadi
- Oro a Parigi 1924 nei pesi massimi.